# Bitwa o Brest

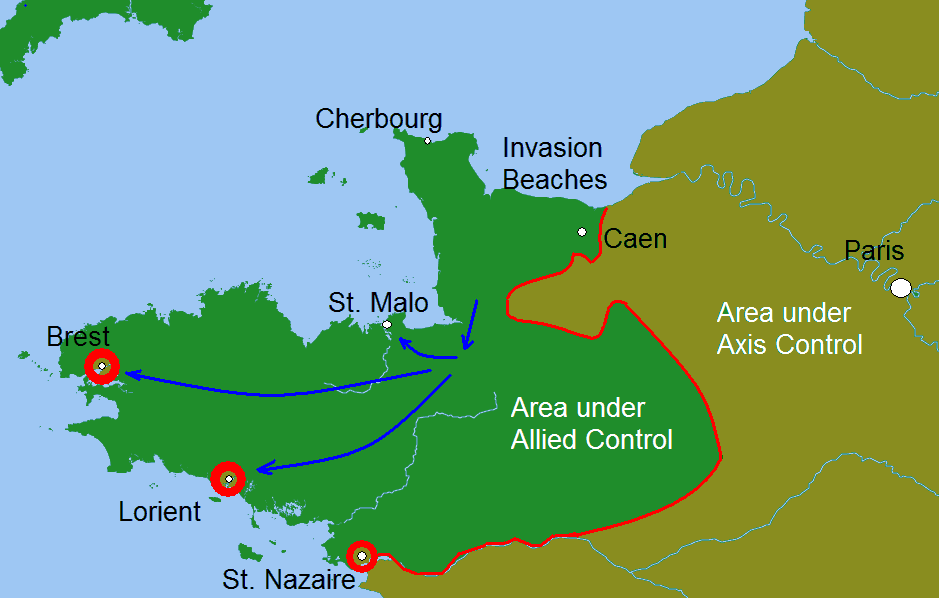
Sytuacja w północno-zachodniej Francji w połowie sierpnia 1944 roku

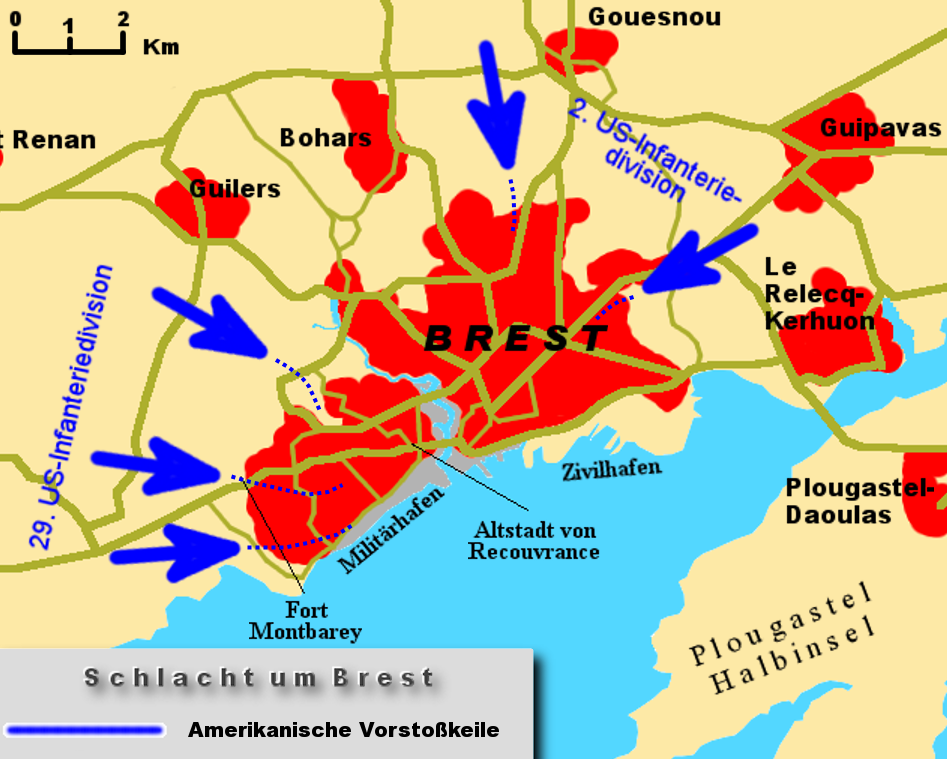
Mapa walk o Brest

Bitwa o Brest – bitwa stoczona na froncie zachodnim II wojny światowej, we francuskim mieście Brest na zachodnim wybrzeżu Bretanii, pomiędzy amerykańskim VII Korpusem gen. Troya Middletona a niemiecką 2 Dywizją Strzelców Spadochronowych gen. Hermanna-Bernharda Ramckego. Bitwa trwała od 7 sierpnia, gdy pierwsze jednostki amerykańskie dotarły na przedmieścia Brestu, do 18 września 1944 roku, gdy po zaciekłych walkach skapitulowały broniące miasta wojska niemieckie.
W wyniku bitwy miasto wraz z portem zostało doszczętnie zniszczone, a obie strony poniosły ciężkie straty. Na podstawie doświadczeń z bitwy dowództwo amerykańskie zadecydowało o niepodejmowaniu ataków na dwa inne bretońskie porty – Lorient i Saint-Nazaire, a jedynie obleganiu ich do końca wojny.

## Tło sytuacyjne
Już po upadku Francji w 1940 roku Stany Zjednoczone i Wielka Brytania zaczęły planować ewentualną inwazję na Europę Zachodnią, która zostanie wprowadzona w życie po przystąpieniu USA do wojny. Ważnym problemem, nad którym pochylano się podczas przygotowywania planów inwazji, było zaopatrzenie lądującej armii w dziesiątki tysięcy ton niezbędnych materiałów. Zdobycie portów na europejskim wybrzeżu Atlantyku było koniecznością, bo braki w zaopatrzeniu mogły bardzo szybko zatrzymać poruszanie się armii inwazyjnej w głąb lądu. W początkowej fazie bitwy, na plażach wznoszone byłyby duże sztuczne porty (Mulberry Harbors), ale miały one ograniczone możliwości rozładunku tonażu okrętów, dlatego były uważane za środek prowizoryczny i tymczasowy, dopóki prawdziwe porty nie zostaną zdobyte i oddane do użytku.
Odpowiednie porty można znaleźć wzdłuż północnego wybrzeża Francji, nad Kanałem La Manche, w szczególności port Brest w Bretanii, przez długi czas główny port Floty Francuskiej na wybrzeżu Atlantyku i najbardziej wysunięty na zachód port we Francji. Strategia aliantów przewidywała nawet możliwość, że po jego zdobyciu zapasy mogłyby dotrzeć tam bezpośrednio z USA do Francji, omijając Anglię.
Inne porty przy Kanale La Manche to Saint-Malo, Lorient i Saint Nazaire w Bretanii oraz Cherbourg i Hawr w Normandii (która ostatecznie zostanie wybrana jako obszar rozpoczęcia inwazji). Operacja Sledgehammer mająca na celu zdobycie Cherbourga była rozważane przez aliantów już w 1942 r., ale została anulowana po katastrofalnym rajdzie na Dieppe. Zdecydowano wtedy, że bezpośredni atak na port od strony morza nie wchodzi w grę.
Jednak Niemcy, zdając sobie z tego sprawę, zaczęli budować fortyfikacje wokół portów, korzystając z pracy członków Organizacji Todt, w ramach koncepcji Wału Atlantyckiego. Niektóre z tych portów były również głównymi bazami U-Bottów, zbudowano więc dla nich żelbetonowe stanowiska odporne na bomby, które przetrwały wszystkie alianckie naloty.

## Preludium
Wkrótce po inwazji na Normandię na francuskim wybrzeżu zostały rozmieszczone sztuczne porty. Niestety dla aliantów, jeden z nich został zniszczony po niecałych dwóch tygodniach. Po tym wydarzeniu część zapasów była wyładowywana bezpośrednio na plaże, ale proces ten był bardzo zbyt mało wydajny. Wojsk inwazyjne potrzebowały aż 26 tys. ton zaopatrzenia dziennie.
Cherbourg, miasto portowe na krańcu półwyspu Cotentin w Normandii, zostało zdobyte 27 czerwca przez Amerykanów nacierających z plaży Utah, ale niemiecki garnizon zniszczył wszystkie instalacje portowe przed poddaniem się. Cherbourg był jedynym dużym portem w sektorze lądowania. W lipcu, w wyniku wyłomu w niemieckiej linii obrony w Normandii dokonanego podczas operacji Cobra, Niemcy na półwyspie Bretońskim zostali odcięci od reszty swoich sił przez amerykańską 3 Armię gen. George’ a S. Pattona. Wykorzystując ten sukces, Amerykanie wkroczyli do Bretanii, aby zdobyć Brest i zabezpieczyć północną flanką wyłomu. Oddziały Wehrmachtu uwięzione w Bretanii wycofały się do ufortyfikowanych portów na półwyspie. Garnizon „Twierdzy Brest” (Festung Brest), jak niemiecka propaganda nazwała to miasto, miał się bronić pod dowództwem gen. Hermanna-Bernharda Ramcke, weterana Afrika Korps. Jego siły składały się z 2 Dywizji Spadochronowej, 266 Dywizji Piechoty, 343 Dywizji Piechoty i elementów innych jednostek Wehrmachtu, rozbitych podczas walk w Normandii, łącznie około 40 tys. żołnierzy. Wojska amerykańskie dotarły do Brestu 7 sierpnia.
Tymczasem stare miasto forteczne Saint-Malo zostało zdobyte przez 83 Dywizję Piechoty („Ohio”) 17 sierpnia, ale jego małe obiekty portowe zostały sabotowane przez obrońców. Niemiecki garnizon stacjonujący na pobliskiej wyspie Cézembre poddał się dopiero po kilku dniach ciężkiego ostrzału z okrętów wojennych i silnych nalotów (także z użyciem napalmu), kiedy ich działa artylerii przybrzeżnej zostały zniszczone. Było jasne, że Niemcy będą starali się uniemożliwić aliantom korzystanie z francuskich portów tak długo, jak to możliwe, broniąc otaczających ich fortec i poważnie uszkadzając instalacje.

## Bitwa

### Szturm

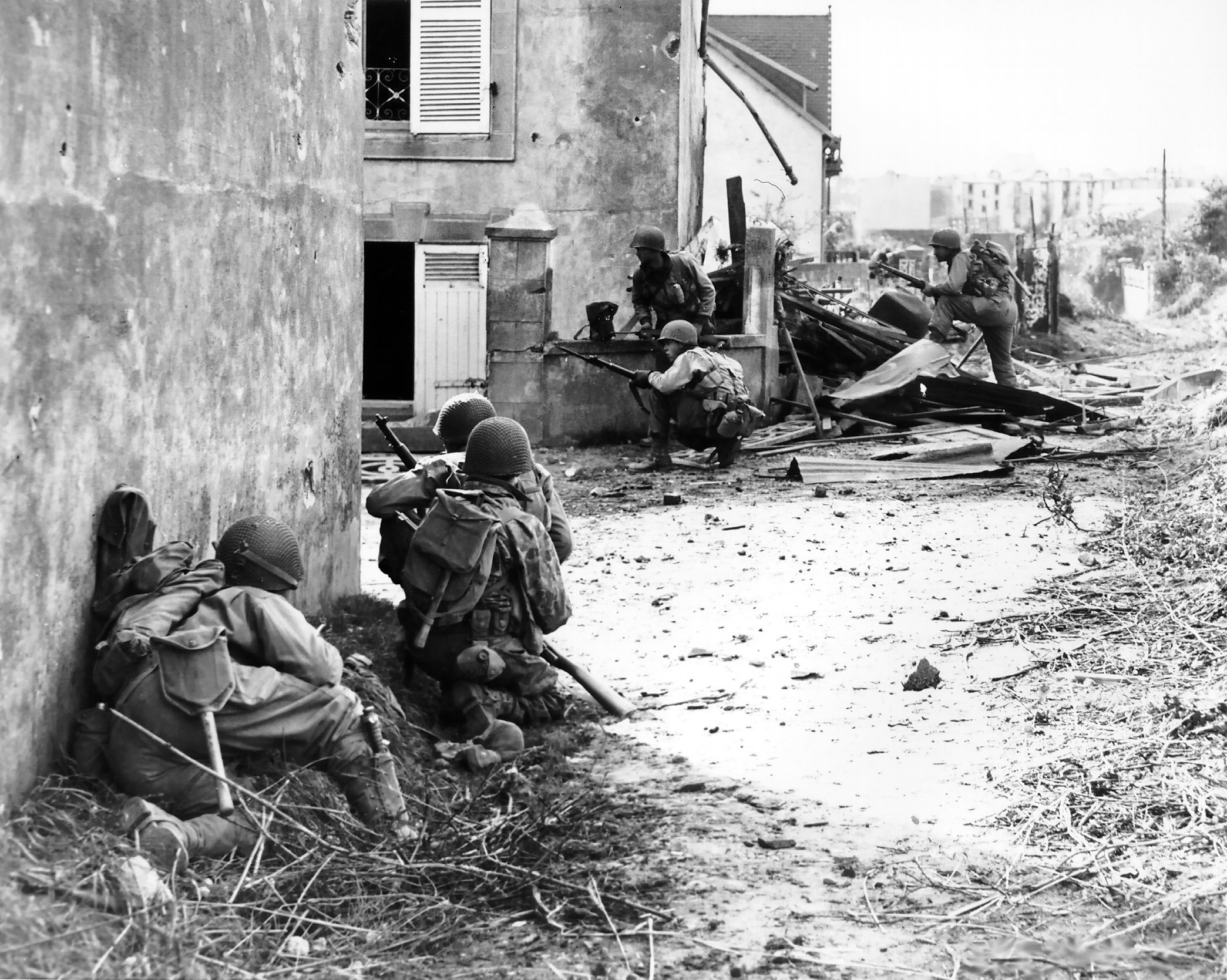
Oddziały amerykańskiej 2 Dywizji Piechoty atakują na przedmieściach Brestu

Brest został otoczony przez amerykański VIII Korpus. Walka okazała się niezwykle trudna, ponieważ niemiecki garnizon umocnił swoje pozycje i częściowo składał się z elitarnych sił Fallschirmjäger (spadochroniarzy), weteranów takich batalii, jak bitwa o Monte Cassino. Ich fanatyczny opór i niezwykła skuteczność w walce sprawiały, że ich przeciwnicy musieli ponosić ciężkie straty za każdą zdobytą ulicę.
Zgodnie ze swoją doktryną wojskową, Amerykanie próbowali wykorzystać przewagę w sile ognia artyleryjskiego i panowanie w powietrzu, aby zmiękczyć siły obrońców umocnionych w bunkrach i starych zabudowaniach portowych. Elementy wyspecjalizowanej brytyjskiej 79 Dywizji Pancernej udzieliły Amerykanom wsparcia w ataku na największy z fortów w Breście, Fort Montbarey. Wyposażone w miotacze płomieni czołgi Churchill Crocodile wraz z amerykańską piechotą szturmowały go aż trzy dni.
Walki były niezwykle intensywne, atakujący żołnierze przemieszczali się od domu do domu, dochodziło do walki wręcz. Zabytkowe zabudowania starego miasta w Breście zostały praktycznie zrównane z ziemią, pozostawiając tylko nieliczne, średniowieczne, kamienne fortyfikacje.
Gen. Ramcke poddał miasto Amerykanom 19 września 1944 po uczynieniu instalacji portowych niezdatnymi do użytku. Nie zostały one naprawione na czas, aby wspomóc wysiłek wojenny aliantów w Normandii, jak się spodziewano. Do tego czasu Paryż został już wyzwolony przez armie alianckie, a w Holandii rozpoczęła się operacja Market Garden.

### Kapitulacja
Kiedy gen. Charles Canham przybył, by przyjąć akt kapitulacji od gen. Ramcke, ten drugi poprosił niższego stopniem amerykańskiego oficera o przedstawienie swoich uprawnień do asygnowania dokumentu. Canham wskazał wtedy na towarzyszących mu żołnierzy i odpowiedział: Oto moje uprawnienia! (ang. These Are My Credentials!). Canham był wtedy zastępcą dowódcy 8 Dywizji Piechoty; wypowiedziane przez niego zdanie to stało się odtąd mottem tej jednostki.
Bardzo kosztowne zdobycie Brestu spowodowała, że alianckie dowództwo postanowiło jedynie otoczyć pozostałe okupowane przez Niemców porty we Francji, z wyjątkiem tych, które można było zdobyć z marszu, zamiast szturmować je w kolejnej, krwawej bitwie. Wyjątkiem był Hawr, zajęty przez brytyjską 2 Armię 12 września 1944 roku. Niektóre z tych bretońskich portów poddały się dopiero 9 maja 1945 r., dzień po kapitulacji Niemiec.

## Następstwa

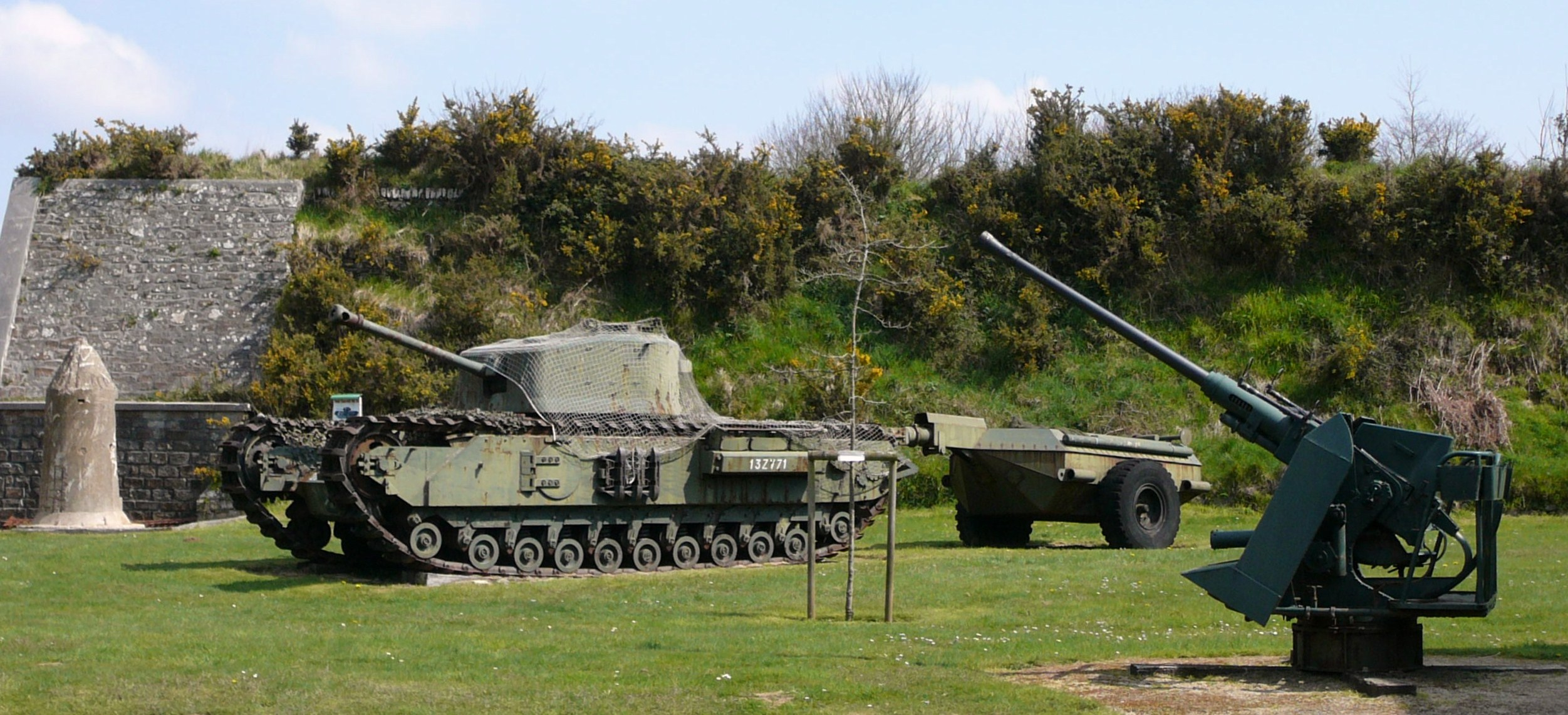
Czołg Churchill Crocodile w muzeum na obszarze Fortu Montbarey

Operacja Overlord rozwijała się inaczej niż zakładano. Szybki postęp 3 Armii Pattona pozwolił na wyzwolenie Paryża w sierpniu, ale miesiąc później zapasy aliantów zaczęły się kończyć. Ostatecznie Cherbourg pozostał jedynym portem, który naprawiono na czas. W połowie lipca przyjmował on ok. 2 tys. ton zaopatrzenia dziennie, a w sierpniu już 12 tys.
We wrześniu podjęto decyzję o faworyzowaniu sił brytyjskich pod dowództwem Bernarda Montgomery’ego poprzez ograniczenie dostaw zaopatrzenia do innych jednostek, włącznie z Pattonem. Nieudana operacja Market Garden, zainicjowana wkrótce przez Montgomery’ ego, nie pozwoliła jednak aliantom wznowić tempa ofensywy. Wcześniej, niż udało się zdobyć Brest, 4 września zajęto nienaruszony port w Antwerpii w Belgii, który po oczyszczeniu delty Skaldy, co nastąpiło jesienią, działał i zaopatrywał aliantów do końca wojny.